# Mariko Bandō

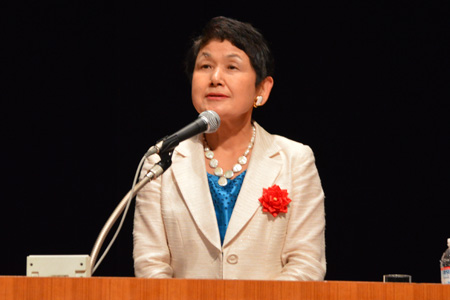
Mariko Bandō auf einer Konferenz 2013

Mariko Bandō (japanisch 坂東 眞理子, Bandō Mariko; * 17. August 1946 in der Präfektur Toyama) ist eine japanische Frauenrechtlerin, die Vorstandsmitglied der privaten Shōwa Frauenuniversität ist, das japanische Komitee der UNIFEM (United Nations Development Funds for Women) leitet und zahlreiche Bücher schrieb.

## Leben und Karriere
Mariko Bandō graduierte von der Universität Tokyo und war 1969 mit 34 Jahren die erste Frau, die im Büro eines japanischen Premierministers als Beamtin des Höheren Diensts begann. 1995 wurde sie Vize-Gouverneurin von der Präfektur Saitama, 1998 übernahm sie das Amt der japanischen Konsulin in Brisbane (Australien). Damit wurde sie zur einzigen Japanerin, die je einen solchen Posten besetzte. Schließlich arbeitete sie von 2001 bis 2003 als Direktorin des Büros für Gendergleichberechtigkeit in der Regierung von Junichiro Koizumi. Anschließend wurde sie Direktorin der vereinigten Bildungseinrichtung der privaten Showa Frauenuniversität, deren Präsidentin sie 2007 wurde. Sieben Jahre später bekleidete sie das Amt einer Vorstandsvorsitzenden dieser Universität.
Bandō schrieb über den Gendergap-Index in Japan, dass ihr Heimatland zwar im Vergleich zu anderen Ländern hinterherhinke, aber doch, wenn man mit der Vergangenheit vergleicht, ein Fortschritt zu verzeichnen sei. In einem Vortrag vor der Amerikanischen Handelskammer in Japan hob sie hervor, dass bereits 2003 ein Gesetz zur Gendergleichberechtigung in der Arbeitswelt verabschiedet wurde, in dem verankert wurde, bis 2020 den Frauenanteil in Führungspositionen auf 30 % anzuheben. Jedoch sei in den folgenden Jahren nichts passiert. Vielmehr sei noch immer, so Bandō, die japanische Wirklichkeit von diesem Ziel entfernt, was einerseits an mentalen Barrieren der Frauen liege, die sich zu wenig zutrauten, andererseits aber auch an zu geringen Chancen für Frauen, in Betrieben aufzusteigen und entsprechend geschult zu werden. Jedoch betonte Bandō in ihrem Vortrag, dass durch das Recht auf einen achtzehnmonatigen Mutterschutz und zunehmend mehr Vorbilder erfolgreicher Frauen im Beruf sich die Situation langsam ändern würde und Frauen trotz einer Karriere nicht auf die Familiengründung verzichten müssten.
Mariko Bandō wurde auch durch zahlreiche Bücher bekannt. Ihr Buch Die Würde einer Frau, das Ratschläge gibt, wie Frauen die Etikette und die sozialen Gewohnheiten von früher zurückgewinnen könnten, um im modernen Japan erfolgreich zu sein, wurde 2007 zum Bestseller. 2008 erschien es auch auf Englisch.
Mariko Bandō ist verheiratet und hat zwei Kinder.

## Veröffentlichungen (Auswahl)
- 女性の品格 (Die Würde der Frau, engl. Dignity of a Woman). PHP kenkyūjo 2006, ISBN 978-4-569657059.
  - Dignity of a Woman, IBCパブリッシング (IBC Paburishingu). Englisch von James M. Vardaman, 2008, ISBN 978-4-896849776.[7]
- 70歳のたしなみ (70 Jahre alt). Shogakukan 2019, ISBN 978-4-093886918.
- 女性の覚悟 (Bereitschaft der Frau). Shufunotomosha 2022, ISBN 978-4-074518890.
- 思い込みにとらわれない生き方 (一般書) (Wie man ohne Annahmen lebt (allgemeines Buch)). Popurasha 2023, ISBN 978-4-591176009.
- 与える人 「小さな利他」で幸福の種をまく (Der Geber: Samen des Glücks säen durch „kleinen Altruismus“). Mikasa Shobo 2024, ISBN 978-4-837929833.